# Jaroslav Machovec
Jaroslav Machovec (* 5. September 1986 in Rumanová) ist ein ehemaliger slowakischer Fußballspieler.

## Vereinskarriere
Machovec spielte in der Jugend beim FC Nitra und wechselte dort später zu den Profis. In den Jahren 2008 bis 2009 spielte er auf Zypern, in Polen und Israel. Ab Frühjahr 2010 spielte er zunächst beim MFK Petržalka, wechselte jedoch bereits im Juni 2010 zu FC Spartak Trnava, wo er einen Vertrag für zwei Jahre erhielt.
Nach mehreren Jahren bei Dynamo Budweis wechselte er häufiger den Verein, bevor er 2024 seine aktive Karriere beendete.